# Gubernia irkucka
Gubernia irkucka (ros. Иркутская губерния) – jednostka administracyjna Imperium Rosyjskiego i RFSRR w Syberii wschodniej, utworzona ukazem Katarzyny II w 1764. Stolicą guberni był Irkuck. Zlikwidowana w 1926.
Gubernia była położona pomiędzy 51° a 62°30′ szerokości geograficznej północnej i 96° a 107° długości geograficznej wschodniej. Graniczyła od północy i północnym wschodzie z obwodem jakuckim, na wschodzie i południowym wschodzie z obwodem zabajkalskim, na południu z Cesarstwem Chińskim (Mongolia Zewnętrzna), na zachodzie z gubernią jenisejską.
Powierzchnia guberni wynosiła w 1897 – 743 509 km² (653 290 wiorst²).
Gubernia w początkach XX wieku była podzielona na 5 okręgów.

## Demografia
Ludność, według spisu powszechnego 1897 – 514 267 osób – Rosjan (73,1%), Buriatów (21,2%), Żydów (1,4%), Tatarów (1,4%), Polaków, Jakutów i Ewenków.

### Ludność w okręgach według deklarowanego języka ojczystego 1897[1]
| Okręg           | Rosjanie | Buriaci | Żydzi | Tatarzy | Jakuci | Ewenkowie | Polacy |
| --------------- | -------- | ------- | ----- | ------- | ------ | --------- | ------ |
| Gubernia ogółem | 73,1%    | 21,2%   | 1,4%  | 1,4%    | …      | …         | …      |
| Bałaganski      | 60,8%    | 35,6%   | …     | 1,2%    | …      | …         | …      |
| Wierchnoleński  | 59,8%    | 35,6%   | 1,0%  | 1,2%    | …      | …         | …      |
| Irkucki         | 75,5%    | 18,9%   | 2,3%  | 1,2%    | …      | …         | …      |
| Kireński        | 88,7%    | …       | 1,7%  | …       | 4,9%   | 2,3%      | …      |
| Niżnieudinski   | 91,3%    | 1,9%    | …     | 2,4%    | …      | …         | 1,1%   |

Gubernia zlikwidowana postanowieniem WCIK 28 czerwca 1926. 26 września 1937 na terenie historycznej guberni utworzono obwód irkucki RFSRR, obecnie Federacji Rosyjskiej o powierzchni 774 846 km².